# Umbuzeiro
Umbuzeiro är en ort och kommun i den södra delen i delstaten Paraíba i östra Brasilien. Orten ligger vid gränsen mot Pernambuco och hade år 2010 cirka 3 600 invånare. År 2014 hade kommunen nästan 9 900 invånare i kommunen. Umbuzeiro var tidigare en del av Ingá, men bildade en egen kommun 1890. Epitácio de Silva Pessòa, Brasiliens president 1919-1922, föddes i Umbuzeiro.

## Administrativ indelning
Kommunen var år 2010 indelad i två distrikt:
- Mata Virgem
- Umbuzeiro